# Sphinx una
Sphinx una är en fjärilsart som beskrevs av Henry Skinner 1903. Sphinx una ingår i släktet Sphinx och familjen svärmare. Inga underarter finns listade i Catalogue of Life.